# İpek Bağrıaçık
İpek Bağrıaçık (* 7. September 1985 in Antalya) ist eine türkische Schauspielerin.

## Leben und Karriere
Bağrıaçık wurde am 7. September 1985 in Antalya geboren. Sie studierte an der Müjdat Gezen Sanat Merkezi. Mütterlicherseits ist sie georgischer Abstammung. Ihr Debüt gab sie 2007 in der Fernsehserie Kavak Yelleri. Anschließend war sie 2015 in der Serie Serçe Sarayı zu sehen. Außerdem trat Bağrıaçık 2017 in Yeni Gelin auf. 2019 bekam sie in dem Film Çat Kapı Aşk die Hauptrolle. Unter anderem wurde sie 2022 für die Serie Altın Tepsi gecastet.

## Filmografie
Filme
- 2012: Dağ
- 2016: Seviyorum Ama Arkadaşça
- 2019: Çat Kapı Aşk

Serien
- 2008: Kavak Yelleri
- 2012: Koyu Kırmızı
- 2012–2013: Alev Alev
- 2013–2014: İntikam
- 2013–2014: Sana Bir Sır Vereceğim
- 2014: Hatasız Kul Olmaz
- 2014: Hayat Ağacı
- 2015: Serçe Sarayı
- 2015: Hayat Mucizelere Gebe
- 2017: Yeni Gelin
- 2022: Altın Tepsi